# Beaucamps-Ligny
Beaucamps-Ligny är en kommun i departementet Nord i regionen Hauts-de-France i norra Frankrike. Kommunen ligger i kantonen Lomme som tillhör arrondissementet Lille. År 2022 hade Beaucamps-Ligny 845 invånare.

## Befolkningsutveckling
Antalet invånare i kommunen Beaucamps-Ligny
| Referens: INSEE |